# Štítary
Štítary – miasteczko i gmina w Czechach, w powiecie Znojmo, w kraju południowomorawskim. Według danych z dnia 1 stycznia 2013 liczyła 664 mieszkańców.